# Alfabeto tedesco
L'alfabeto tedesco è l'alfabeto utilizzato per scrivere la lingua tedesca.
Composto da 30 lettere, si basa sull'alfabeto latino, a cui si aggiungono le tre Umlaute, ovvero Ä, Ö e Ü, e la Eszett ß. Quest'ultima non è utilizzata in Svizzera e Liechtenstein, dove è sostituita da "ss".
Ecco l'intero alfabeto:
| Lettere maiuscole | Lettere maiuscole | Lettere maiuscole | Lettere maiuscole | Lettere maiuscole | Lettere maiuscole | Lettere maiuscole | Lettere maiuscole | Lettere maiuscole | Lettere maiuscole | Lettere maiuscole | Lettere maiuscole | Lettere maiuscole | Lettere maiuscole | Lettere maiuscole | Lettere maiuscole | Lettere maiuscole | Lettere maiuscole | Lettere maiuscole | Lettere maiuscole | Lettere maiuscole | Lettere maiuscole | Lettere maiuscole | Lettere maiuscole | Lettere maiuscole | Lettere maiuscole | Lettere maiuscole | Lettere maiuscole | Lettere maiuscole | Lettere maiuscole |
| ----------------- | ----------------- | ----------------- | ----------------- | ----------------- | ----------------- | ----------------- | ----------------- | ----------------- | ----------------- | ----------------- | ----------------- | ----------------- | ----------------- | ----------------- | ----------------- | ----------------- | ----------------- | ----------------- | ----------------- | ----------------- | ----------------- | ----------------- | ----------------- | ----------------- | ----------------- | ----------------- | ----------------- | ----------------- | ----------------- |
| A                 | Ä                 | B                 | C                 | D                 | E                 | F                 | G                 | H                 | I                 | J                 | K                 | L                 | M                 | N                 | O                 | Ö                 | P                 | Q                 | R                 | S                 | ẞ                 | T                 | U                 | Ü                 | V                 | W                 | X                 | Y                 | Z                 |
| Lettere minuscole |                   |                   |                   |                   |                   |                   |                   |                   |                   |                   |                   |                   |                   |                   |                   |                   |                   |                   |                   |                   |                   |                   |                   |                   |                   |                   |                   |                   |                   |
| a                 | ä                 | b                 | c                 | d                 | e                 | f                 | g                 | h                 | i                 | j                 | k                 | l                 | m                 | n                 | o                 | ö                 | p                 | q                 | r                 | s                 | ß                 | t                 | u                 | ü                 | v                 | w                 | x                 | y                 | z                 |

## Nomi delle lettere
| A | a | a              | /aː/                     |
| Ä | ä | ä              | /ɛ/                      |
| B | b | beh            | /beː/                    |
| C | c | ceh zeh        | /t͡seː/                   |
| D | d | deh            | /deː/                    |
| E | e | e              | /eː/                     |
| F | f | ef             | /ɛf/                     |
| G | g | geh            | /ɡeː/                    |
| H | h | hah            | /haː/                    |
| I | i | i              | /iː/                     |
| J | j | jot¹ jeh²      | /jɔt/¹ /jeː/²            |
| K | k | kah            | /kaː/                    |
| L | l | el             | /ɛl/                     |
| M | m | em             | /ɛm/                     |
| N | n | en             | /ɛn/                     |
| O | o | o              | /oː/                     |
| Ö | ö | ö              | /ø/                      |
| P | p | peh            | /peː/                    |
| Q | q | quh¹ queh² Ku³ | /kuː/¹ /kveː/²           |
| R | r | er             | /ɛʁ/                     |
| S | s | es             | /ɛs/                     |
| ẞ | ß | Scharfes es    | /ss/                     |
| T | t | teh            | /teː/                    |
| U | u | u              | /uː/                     |
| Ü | ü | ü              | /y/                      |
| V | v | vau            | /faʊ̯/                    |
| W | w | weh            | /veː/                    |
| X | x | ix             | /ɪks/                    |
| Y | y | ypsilon        | /ˈʏpsilɔn/¹ /ʏˈpsiːlɔn/² |
| Z | z | zett           | /t͡sɛt/                   |

## Digitazione
Nelle tastiere "standard", come quella americana o italiana, non vengono aggiunti i tasti per i grafemi Ä, Ö e Ü. Per questo si devono aggiungere attraverso delle composizioni di tasti:
Per Ä si utilizza la sequenza Alt e 132;  Alt e 142 per il maiuscolo (per MacOS si digita Alt ⌥ + U e A; Alt ⌥ + U e ⇧ Shift + A).
Per Ö si utilizza la sequenza Alt e 148;  Alt e 153 per il maiuscolo (per MacOS si digita Alt ⌥ + U e O; Alt ⌥ + U e ⇧ Shift + O).
Per Ü  si utilizza la sequenza Alt e 129;  Alt e 154 per il maiuscolo (per MacOS si digita Alt ⌥ + U e U; Alt ⌥ + U e ⇧ Shift + U).
Infine per ottenere ß dobbiamo digitare la sequenza Alt e 225 (per MacOS si digita Alt ⌥ e S).